# Opilia campestris
Opilia campestris là một loài thực vật có hoa trong họ Opiliaceae. Loài này được Engl. mô tả khoa học đầu tiên năm 1909.